# 개종
개종(改宗)은 주로 종교에서, 기존 종교를 버리고 다른 종교로 전향하는 것이다. 개종에는 크게 자발적으로 개종하는 경우 및 정책 등의 이유 등으로 강제적으로 개종하는 경우(강제 개종)로 나눌 수 있다. 대한민국은 종교를 믿거나 개종하는 종교의 자유가 법으로 보장되어 있다.
개종은 다른 종파를 배제하고 특정 종교 종파와 동일시되는 일련의 신념을 채택하는 것이다. 따라서 "개종"은 한 종파에 대한 집착을 포기하고 다른 종파에 가입하는 것을 의미한다. 이는 동일한 종교 내의 종파간, 예를 들어 개신교에서 로마 카톨릭교로, 또는 시아파 이슬람교에서 수니파 이슬람교로 바뀔 수 있다. 어떤 경우에는 종교적 개종은 종교적 정체성의 변화를 나타내며 특별한 의식으로 상징된다.
사람들은 신념의 변화에 따른 자유 선택에 의한 능동적 개종, 2차 개종, 임종 개종, 편의를 위한 개종, 결혼 개종, 강제 개종 등 다양한 이유로 다른 종교로 개종한다.
개종 권유(Proselytism)는 다른 종교나 신념 체계에 속한 다른 개인을 설득하여 개종시키려는 행위이다. 배교자(Apostate)란 어떤 종교나 종파의 구성원이 해당 종교나 종파를 떠난 사람을 지칭하기 위해 사용하는 용어이다.

## 같이 보기
- 배교
- 이단심문
- 가쿠레키리시탄
- 선교사